# Molophilus paludicola
Molophilus paludicola är en tvåvingeart som beskrevs av Alexander 1929. Molophilus paludicola ingår i släktet Molophilus och familjen småharkrankar. Inga underarter finns listade i Catalogue of Life.